# Merton Miller
Merton Howard Miller (Boston, EUA 1923 - Chicago 2000) fou un economista i professor universitari estatunidenc guardonat amb el Premi del Banc de Suècia de Ciències Econòmiques l'any 1990.

## Biografia
Va néixer el 16 de març de 1923 a la ciutat de Boston, població situada a l'estat nord-americà de Massachusetts. Durant la Segona Guerra Mundial va treballar en la divisió Fiscal del Departament del Tresor. Va estudiar economia a la Universitat Johns Hopkins, on es va doctorar l'any 1952.
Professor des de l'any 1961 fins al 1993 de la Universitat de Chicago, el 1975 es va convertir en membre de la Societat Economètrica i el 1976 va ser president de l'Associació de Finances nord-americana. Va morir el 3 de juny de l'any 2000 a la ciutat de Chicago, situada a l'estat d'Illinois.

## Recerca econòmica
L'any 1958, en col·laboració amb Franco Modigliani, va publicar l'article "The Cost of Capital, Corporate Finance and the Theory of Investment" ("El cost del capital, les finances corporatives i la teoria de la inversió"). Aquest article sobre economia financera s'oposava al punt de vista tradicional que defensava que existia una ràtio entre deute i capital "òptim" que maximitzava el valor de la companyia i minimitzava el cost del capital. Segons el teorema de Modigliani-Miller no existeix aquesta ràtio òptima i els gestors únicament deuen tractar de maximitzar la riquesa neta de l'empresa sense preocupar-se del valor d'aquesta ràtio. El mètode pel qual van arribar a aquesta conclusió va ser l'ús de l'argument que no havia possibilitat d'arbitratge, és a dir, que no existia la possibilitat de crear una màquina de fer diners sense córrer risc permanentment. Durant els anys següents van seguir buscant arguments que reforcessin les seves premisses.
L'any 1990 fou guardonat amb el Premi del Banc de Suècia de Ciències Econòmiques pels seus estudis de la teoria econòmica enfocats en el camp empresarial, juntament amb Harry Markowitz i William Sharpe. Un premi no exempt de polèmica donada la seva utilitat puntual dins la vasta ciència econòmica.